# Octavio Barbosa Ribeiro
Octavio Barbosa Ribeiro (ur. 2 lipca 1992 r.) – portugalski wioślarz.

## Osiągnięcia
- Mistrzostwa Europy – Montemor-o-Velho 2010 – ósemka wagi lekkiej – 3. miejsce[1].